# Sant'Antonio dell'Omo
Sant'Antonio dell'Omo, även benämnt Sant'Antonio da Padova dell'Omo, är ett kapell i Rom, helgat åt den helige Antonius av Padua. Kapellet är beläget vid Largo Piccola Lourdes i distriktet Torre Spaccata och tillhör församlingen San Cirillo Alessandrino.
Kapellets tillnamn ”Omo” åsyftar en jordbruksfastighet, vilken tidigare stod på denna plats.

## Historia
Kapellet uppfördes för ett nunnekloster kallat Piccola Lourdes, vilket tillhör Istituto Suore Missionarie Catechiste di Gesù Redentore, en orden grundad år 1941 av Guds tjänare Anselma Viola (1892–1983). Systrarnas huvuduppgift är vård av äldre människor.
Fasaden i pärlgrått har tolv horisontala ränder i rött. I portalbyggnadens tympanon sitter en förgyllt mosaik med Kristogrammet – IHS. Portalbyggnaden kröns av en staty föreställande Vår Fru av Lourdes. Högre upp på fasaden återfinns Jungfru Marias monogram – AM, det vill säga Ave Maria. Ovanför detta sitter sju smala spetsbågiga fönster i kalksten.